# William Gould Young
William Gould Young (30 juillet 1902 - 5 juillet 1980) est un physico-chimiste organique américain et professeur à l'Université de Californie à Los Angeles (UCLA). Il est vice-chancelier à l'UCLA pendant 13 ans, est élu à l'Académie nationale des sciences. Le bâtiment de chimie de l'UCLA porte son nom.

## Éducation
Young est né à Colorado Springs, dans le Colorado, et fréquente le Colorado College, où il obtient un BA en 1924 et une maîtrise en 1925. Il travaille avec H.A Spoehr à la Carnegie Institution for Science avant de s'inscrire au California Institute of Technology pour poursuivre son doctorat en chimie organique physique sous la direction de Howard J. Lucas. Young est chercheur postdoctoral du Conseil national de recherches à l'Université Stanford pendant un an, avant de rejoindre la faculté de l'UCLA, où il reste toute sa carrière (jusqu'en 1970).

## Carrière
Les sujets de recherche de Young se concentrent sur les réarrangements moléculaires des groupes allyle, notamment les groupes allyle d'ordre supérieur tels que le crotyle, le prényle et divers réactifs organométalliques allyle. Dans une série de plus de 30 publications ultérieures, Young examine les constantes de vitesse, la préférence de substitution, la stéréochimie et les sites de réaction alternatifs des transferts d'allyle. Il collabore avec des groupes d'étudiants pour développer de la verrerie et des outils de laboratoire, par exemple les hélices de verre omniprésentes trouvées dans les colonnes de fractionnement utilisées pour séparer les volatils isomères.
Il est le directeur de thèse du chimiste et pionnier de la résonance magnétique nucléaire John D. Roberts.
Young est nommé doyen des sciences physiques à l'UCLA en 1948, servant à ce titre jusqu'en 1957. Il est nommé vice-chancelier pour la planification de 1957 jusqu'à sa retraite en 1970.
Young est reconnu en tant que maître éducateur et mentor. Il consacre tout son discours sur la médaille Priestley aux problèmes de l'enseignement de la chimie, compte tenu des pressions croissantes de l'expansion des entreprises de recherche après la Seconde Guerre mondiale, de l'augmentation des inscriptions d'étudiants en sciences et de l'adoption rapide de nouveaux instruments analytiques - RMN, spectrométrie de masse, HPLC, infrarouge spectroscopie, entre autres - dans les programmes de premier cycle. Il souligne le paradoxe inhérent à son analogie "à la croisée des chemins" : comme la technologie permettait une étude plus approfondie des données chimiques quantitatives, elle appelait également à réduire les heures passées en chimie afin que les candidats puissent élargir leur étude dans des domaines connexes tels que la botanique, la zoologie ou la biologie moléculaire.